# Les Elfkins : Opération pâtisserie
Pour plus de détails, voir Fiche technique et Distribution.
Les Elfkins : Opération pâtisserie est un film d'animation allemand réalisé par Ute von Münchow-Pohl et sorti en 2019.

## Synopsis
Elfie est une Elfkins vivant dans le monde secret des gnomes. Son rêve est de rencontrer des humains. Un jour, elle décide de partir à l'aventure ! Elfie rencontre Théo, un pâtissier grognon dont la boutique ne marche plus. Elfie se lance alors dans le sauvetage de la pâtisserie.

## Fiche technique
- Titre original : Die Heinzels - Rückkehr der Heinzelmännchen
- Réalisation : Ute von Münchow-Pohl
- Scénario : Jan Claudius Strathmann, d'après l’œuvre d'August Kopisch
- Musique : Alex Komlew
- Décors : Heiko Hentschel
- Costumes : Felix Presch
- Animation : Amnon Schwarz
- Montage : Ute von Münchow-Pohl et Erik Stappenbeck
- Production : Dirk Beinhold
  - Producteur délégué : Sebastian Runschke, Valentin Greulich et Solveig Langeland
- Sociétés de production : Akkord Film Produktion et Tobis Film (de)
- Société de distribution : KMBO
- Pays de production :  Allemagne
- Langue originale : allemand
- Format : couleur — 2,35:1
- Genre : Animation
- Durée : 78 minutes
- Dates de sortie :
  - Allemagne : 
    - 8 octobre 2019 (Schliengen)
    - 30 janvier 2020 (en salles)

  - Suisse : 30 janvier 2020
  - Belgique : 16 juin 2021
  - France : 8 décembre 2021

## Distribution

### Voix originales
- Jella Haase : Helvi
- Louis Hofmann : Kipp
- Leon Seidel : Butz
- Marie-Luise Marjan : Rosa
- Elke Heidenreich : Vendla
- Detlef Bierstedt : Theo
- Rolf Berg : Bruno
- Ranja Bonalana : Harriet
- Bill Mockridge : Brimur